# Бои в Выборге 20 июня 1944 года
Бои в Выборге 20 июня (1944) - последнее столкновение в Выборге между войсками СССР и Финляндии в период Советско-финской войны.

## Силы сторон

### Финляндия
- 20-я пехотная бригада (5133 человека)
  - Командир полковник Армас Арттури Кемппи
  - Начальник штаба майор Тауно Йоханнес Виири
  - Начальник артиллерии подполковник Пентти Йоосеппи Арра
  - 1-й батальон (капитан Амос Бенджам Малинен)
    - 1-я рота (капитан Вильо Энсио Суутаринен)
    - 2-я рота
    - 3-я рота
    - 4-я рота

  - 2-й батальон (майор Курт Бекман)
    - 5-я рота (капитан Тойми Б. Лааксо)
    - 6-я рота (капитан Кауко Аспола)
    - 7-я рота (Урхо Похьола)
    - 8-я рота

  - 3-й батальон (подполковник Теппо Альфред Сорри)
    - 9-я рота
    - 10-я рота (капитан Ааро Сеппянен)
    - 11-я рота (капитан Арви Эмиль Ритосало)
    - 12-я рота

  - 4-й батальон (майор Вильо Вяйно Каарло Кирма)
    - 13-я рота (капитан Рейно Лехтонен)
    - 14-я рота (капитан Вейкко Калерво Палин)
    - 15-я рота
    - 16-я рота

  - миномётная рота (капитан Унто Тохканен)
  - сапёрная рота
  - рота связи (капитан Рейно Йоханнес Койвула)
  - рота тылового обеспечения
  - 40-я тяжёлая артиллерийская батарея (Rask. Psto 40, 12x152 H/37, капитан Тууре Пеллерво Оллила) в Херттуала
  - 20-я легкая артиллерийская батарея (Kev. Psto 20, 12x76 K/02, капитан Игорь Форсблом) в парке Монрепо

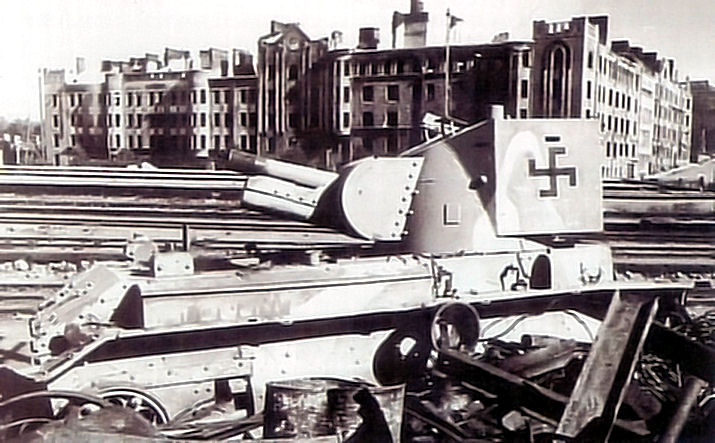

- Отдельная бронетанковая рота (ErPsK, 11xБТ-42, 5 офицеров, 18 унтер-офицеров и 65 сержантов и рядовых)
  - Командир лейтенант Сиг Сиппель
  - Заместитель командира по инженерной части и тылу лейтенант Юрьё Ниеминен
  - Командир 1-го взвода и начальник разведки фендрик Стиг Хольмстрём
  - Командир 2-го взвода и начальник физической подготовки фендрик Мартти Каакинен
  - Зампотех, начальник химслужбы и пожарной службы фендрик Хельге Саарела

## Организация обороны

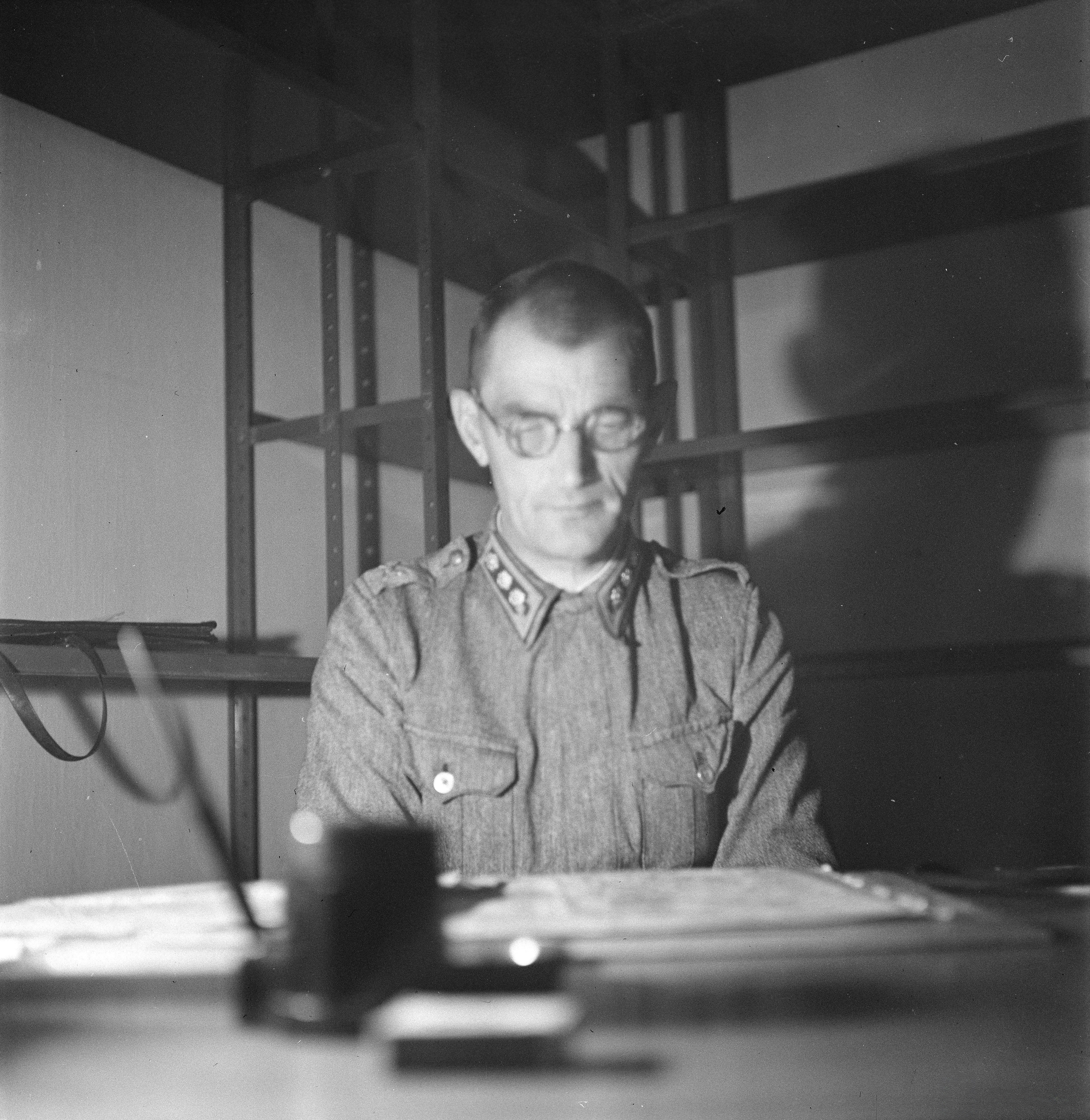
Полковник Армас Кемппи на своем КП в хранилище Объединённого банка северных стран

15 июня 1944 года 20-я бригада с приданными подразделениями была срочно переброшена из г. Олонца (фин. Aunus) для обороны г. Выборга, к которому подходили части советской 21-й армии. Бригада прибыла в Выборг 19 июня, поэтому накануне сражения подразделения (не имевшие достаточного боевого опыта, особенно в противотанковом бою) были физически и морально истощены, испытывали нехватку боеприпасов (прежде всего артиллерийских) и средств ПВО. Боеприпасы обещали выдать со склада в Раутакорпи, в 13 км к северу от Выборга (ныне территория Селезнёвского сельского поселения), куда был направлен с транспортом надёжный офицер, лейтенант (Аслак Рунар?) Хейкель. Однако у Хейкеля не оказалось с собой должным образом оформленных накладных, и начальник склада капитан Карл Раутамаа отказался выдать боеприпасы. Когда на следующее утро Хейкель вновь отправился на склад, было уже слишком поздно.
18 июня генерал-майор Рубен Лагус, командир танковой дивизии, которая отступала от линии VT по направлению к Выборгу и находилась на рубеже Гаврилово (фин. Kämärä) — Хуумола (фин. Huumola, ж/д станция, которая находилась между Гаврилово и Верхне-Черкасово), собрал своих подчиненных на совещание и заявил, что Выборг следует оставить, прикрыв его небольшими отрядами, которые можно быстро отвести, организовав основной оборонительный рубеж к северу и западу от города, по естественным водным преградам. Ранее Лагус уже излагал эту точку зрения генерал-лейтенанту Тааветти Лайтикайнену, командиру IV армейского корпуса, но понимания с его стороны не встретил.
Утром 19 июня Отдельная бронетанковая рота получила приказ двигаться в Выборг. В 13:00 рота сосредоточилась в районе Колликойнмяки. В 18:00 состоялось совещание командиров подразделений. Несколько машин под командованием фендрика Хельге Саарелы были отправлены на станцию Таммисуо в подчинение майору Иконену. 2 машины под командованием фендрика Стига Хольмстрёма должны были сосредоточиться в пригороде Карьяла и войти в подчинение подполковнику Лааксо. Перегруппировка техники завершилась незадолго до полуночи.
Полковник Кемппи разместил свой командный пункт в денежном хранилище Объединённого банка северных стран (фин. Pohjoismaiden Yhdyspanki, нынешний адрес пр. Ленина, 20).